# Jasione montana var. montana
Jasione montana subsp. montana é uma variedade de planta com flor pertencente à família Campanulaceae. 
A autoridade científica da variedade é L., tendo sido publicada em Sp. Pl. 928 (1753).
Os seus nomes comuns são baton-azul ou botão-azul.

## Portugal
Trata-se de uma variedade presente no território português, nomeadamente em Portugal Continental e no Arquipélago dos Açores.
Em termos de naturalidade é nativa de Portugal Continental e introduzida no Arquipélago dos Açores.

## Protecção
Não se encontra protegida por legislação portuguesa ou da Comunidade Europeia.